# Consultorio de Elena Francis
El Consultorio de Elena Francis va ser un programa de ràdio emès a Espanya entre els anys 1947 i 1984 sota el format de consultori sentimental.

## Esquema
L'espai era dirigit al públic femení, tenia 30 minuts de durada i s'estructurava entorn de la correspondència que dirigien les radiooients a una suposada experta, Elena Francis, que contestava als dubtes, consultes i confidències plantejades. Les qüestions tractades anaven des dels temes estrictament domèstics, com ara cuina o jardineria, fins als de salut, bellesa i problemes sentimentals o fins i tot psicològics. Es recorda especialment la sintonia del programa: Indian Summer, de Victor Herbert.

## Història
L'espai va sorgir en la dècada de 1940, un moment de renovació en els continguts dels programes de ràdio a Espanya. La idea del consultori va sorgir en una reunió entre el director de Ràdio Barcelona, Ramon Barbat, amb Francisca Elena Bes i el seu marit José Fradera, que pertanyien a una família amb interessos en el negoci cosmètic i eren propietaris de l'Institut de Bellesa i Laboratoris Francis. El programa, el nom del qual s'inspiraria en aquesta empresària, va començar les seves emissions en 1947 a través de Ràdio Barcelona, des d'on va emetre fins a 1966, que va passar a Radio Peninsular i per Radio Intercontinental, i en els darrers anys per la COPE i Radiocadena Española. A causa del descens en els índexs d'audiència, el programa va deixar d'emetre's a partir del 31 de gener de 1984.

## L'equip
Des dels inicis del programa les respostes a les consultes (unes set en cada emissió diària) van ser redactades per un equip de guionistes - Ángela Castells (responsable de la Secció Femenina de la Falange Española a Radio Barcelona), Maria Castañé, Joaquina Algars, L. Taboada, Eduardo Alarcón-, però aquesta tasca va quedar assignada en exclusiva al periodista Juan Soto Viñolo des de 1966.
Quant a les locutores que van prestar la seva veu a Elena Francis, la primera va ser Maria Garriga, substituïda després per Roser Cavallé, María Teresa Gil i Soledad Ambrojo. No obstant això, la més popular i longeva en el personatge va ser Maruja Fernández, entre 1962 i 1976. Finalment, entre el 1976 i el 1984 la locutora Pietat Estany i Bou hi va posar la veu.

## Repercussions
Autèntic fenomen sociològic durant dècades a Espanya, el 1982 es va publicar el llibre Elena Francis, un consultori per a la transició, de Gerard Imbert, en el qual es desvetllava la inexistència del personatge. La revelació va causar una gran commoció en una societat espanyola encara ingènua davant els artificis dels mitjans de comunicació i que durant més de 30 anys havia cregut fermament que Donya Elena Francis era una dona real. Fins a l'últim moment, els responsables del programa van afirmar que Elena Francis existeix, és un ens físic. Es tracta d'una senyora "molt digna, molt preparada i molt amant de la seva intimitat", que deu tenir en l'actualitat entre 68 i 70 anys. No és possible parlar amb la presumpta Elena Francis "perquè segueix una norma estricta de no concedir entrevistes ni aparèixer en públic".

## Crítiques
Sota la il·lusió del personatge de la senyora Francis, hi havia un muntatge que l'Institut de Bellesa Francis de Barcelona s'havia inventat per publicitar els seus productes. Donya Elena era un ésser fictici i les cartes les contestava un equip d'assessors, entre els quals es trobaven un capellà i un psicòleg. Durant 36 anys les respostes del consultori van ser invariablement d'una ideologia i moral conservadores que proposaven el model de dona, mare i esposa del franquisme, sempre submisa. El consultori recomanava a les dones abnegació, resignació, mirar a una altra banda, fer els ulls grossos, tenir paciència, esperar que les coses canviessin o sacrificar-se pels fills i la família. El programa no va ser sinó la doctrina del règim franquista, al qual va arribar a sobreviure, en seguir preconitzant una moral de postguerra, quan el divorci, el feminisme i la lluita per la llei de l'avortament s'obrien pas en una societat que anava deixant enrere el passat recent. Les cartes descrivien un panorama de mestresses de casa soles, relegades a la llar i a les tasques domèstiques, una sexualitat lligada a la maternitat, una homosexualitat ignorada o rebutjada, un matrimoni indissoluble, una culpabilitat sempre atribuïble a la dona... En aquest sentit, va ser un programa imbuït d'un profund masclisme que va contribuir a perpetuar estereotips.

## Les cartes delConsultori
Les cartes amb les seves respostes, més d'un milió, van ser trobades a la masia Can Tirel, propietat de la família Fradera-Bes de Cornellà de Llobregat, quan tècnics de l'ajuntament d'aquesta ciutat visitaven l'edifici per rehabilitar-ho i convertir-ho en equipament municipal. Aquesta masia, desocupada per la família Fradera des de feia dècades, va ser adquirida pels promotors de la urbanització de la zona, que la van cedir a l'Ajuntament de Cornellà de Llobregat.
Les cartes estaven en pèssim estat de conservació, i després d'un tractament de desinfecció i desinsectació, van ser ingressades a l'Arxiu Comarcal del Baix Llobregat (Sant Feliu de Llobregat) al març de 2007. Se n'ha conservat una part, unes 100.000, i digitalitzat unes 10.000 compreses entre els anys 1951 i 1972. A més d'aquestes, s'han conservat també alguns guions del programa.

## Cultura popular
El cantautor català Joan Manuel Serrat hi fa referència en dues cançons seves: Temps era temps (àlbum Tal com raja, Ariola 1980) i Carta pòstuma a Helena Francis (àlbum Fa 20 anys que tinc 20 anys, Ariola 1984).